# 兰克斯瓦里
兰克斯瓦里（意为“楞伽女主宰者”或“楞伽自在母”）是印度奥里萨邦民间信仰的女神之一，相传她是来自斯里兰卡的海神。其主庙为位于索那普尔县的兰克斯瓦里神庙。

## 形象
红色或蓝色皮肤，披着及膝長髮，脸上有三只眼睛；双手持有带眼睛的大刀，身穿黑色披风、黑色乔丽和红色长裙，颈上挂花环，佩戴银质的鼻饰、臂环、手镯和脚链。但在卡拉汉迪县，兰克斯瓦里为黑色皮肤、舌头伸出的四臂造型（类似时母，四只手分别为环刃、法螺、与愿印和施无畏印）。

## 传说
根据《往世书》记载，罗波那掳走了悉多，而罗摩则将胡椒送给哈努曼。当哈努曼进入楞伽（《罗摩衍那》对斯里兰卡岛的称呼）时，兰克斯瓦里女神亲自出现并阻止哈努曼进入楞伽，结果被哈努曼击败。

## 相关
在伯尔格尔县的根斯，哈拉达尔·纳格有时会于十胜节期间反串为兰克斯瓦里女神并进行表演。